# 映像を変えること
『映像を変えること』（えいぞうをかえること、仏語 Changer d'image, Lettre à la bien-aimée、「映像を変えること、最愛の者への手紙」の意）は、1982年にジャン＝リュック・ゴダールが監督したフランスの短篇映画である。

## 概要
本作は、フランス国立視聴覚研究所 （INA）の要請により、INAの製作するビデオ映画シリーズ『様々な理由による変化』（Changement à plus d'un titre）の一篇として、ゴダールとアンヌ＝マリー・ミエヴィルが1973年にフランスのグルノーブルに興した会社「ソニマージュ」が製作した。
ゴダールは、本作において、前年の1981年に社会党のフランソワ・ミッテランが大統領に就任した後、フランスの状況がいかに変化したかを分析してみせた。なにも映っていないスクリーンに背を向け、INAの要請で映画製作をすることについての説明と、テレビについて冗談を言うのであった。
2009年7月現在、インターネット・ムービー・データベースに本作のページはない。

## スタッフ・キャスト
- 監督・脚本・編集 : ジャン＝リュック・ゴダール
- 出演 : ジャン＝リュック・ゴダール、アンヌ＝マリー・ミエヴィル （声）
- 製作 : フランス国立視聴覚研究所 （INA）、ソニマージュ

## 関連事項
- ジャン＝リュック・ゴダール監督作品一覧

## 註
1. 1 2 3  Jean-Luc Godard: Documents, éditeur : Centre Georges Pompidou, Paris, 2006, p.432.
2. 1 2 3  Roberto Chiesi, Jean-Luc Godard, Roma : Gremese, ISBN 888440259X, p.70, p.109.
3. ↑  #外部リンク欄、ポンピドゥー・センター公式サイト内の本作の項へのリンク先（仏語）の記述を参照。二重リンクを省く。
4. ↑  #外部リンク欄、インターネット・ムービー・データベース公式サイト内の「Jean-Luc Godard」の項へのリンク先（英語）の記述を参照。二重リンクを省く。